# Кукурон (кантон)
Кукуро́н (фр. Coucouron) — кантон во Франции, находится в регионе Рона — Альпы, департамент Ардеш. Входит в состав округа Ларжантьер.
Код INSEE кантона — 0808. Всего в кантон Кукурон входит 8 коммун, из них главной коммуной является Кукурон.

## Коммуны кантона

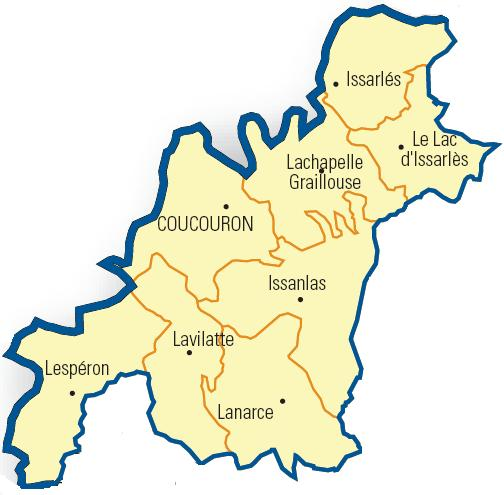
Карта кантона

| Коммуна          | Население, чел. (2006) | Почтовый индекс | Код INSEE |
| ---------------- | ---------------------- | --------------- | --------- |
| Иссанла          | 129                    | 07510           | 07105     |
| Иссарле          | 166                    | 07470           | 07106     |
| Кукурон          | 713                    | 07470           | 07071     |
| Лавиллат         | 87                     | 07660           | 07137     |
| Ланарс           | 199                    | 07660           | 07130     |
| Лашапель-Грайуз  | 237                    | 07470           | 07121     |
| Ле-Лак-д’Иссарле | 253                    | 07470           | 07119     |
| Лесперон         | 273                    | 07660           | 07142     |

## Население
Население кантона на 2006 год составляло 2 165 человек.
| 1962  | 1968  | 1975  | 1982  | 1990  | 1999  | 2006  | 2007 | 2008 |
| ----- | ----- | ----- | ----- | ----- | ----- | ----- | ---- | ---- |
| 2 768 | 3 095 | 2 665 | 2 401 | 2 211 | 2 057 | 2 165 | —    | —    |